# 막시모비치밭쥐
막시모비치밭쥐(Microtus maximowiczii)는 밭쥐속에 속하는 설치류의 일종이다. 중국 북동부와 몽골, 러시아 동부 지역에서 발견된다.

## 특징
막시모비치밭쥐는 밭쥐속에서 가장 큰 밭쥐의 하나이다. 꼬리 길이를 제외한 성체의 몸길이는 116~155mm이고, 꼬리 길이는 37~60mm이다. 등 쪽 털은 황토색 작은 반점과 함께 짙은 갈색빛 검은색을 띠고, 옆구리 쪽은 배 쪽으로 갈수록 회색빛 흰색이 변하면서 섞이는 연한 갈색이다. 손발 윗면은 희끄무레한 갈색이다. 꼬리는 균일하고 짙은 갈색을 띠거나 윗면이 진한 갈색이고 아랫면이 흰색인 2가지 색을 띤다. 종소명과 일반명은 슈렌크(Leopold von Schrenck)가 막시모비치밭쥐를 기술했을 당시에 상트페테르부르크 식물원 식물표본실 관장이었던 저명한 러시아 식물학자 막시모비치(Karl Maximovich)의 이름에서 유래했다.

## 분포 및 서식지
막시모비치밭쥐는 동아시아에서 발견된다. 분포 지역은 바이칼호부터 동쪽으로 몽골 북동부 산악지대와 아무르강 분지와 중국 북동부 지역까지이다. 일반적인 서식지는 숲과 스텝 지대이고, 계곡과 구릉 지대의 울창한 식물 속에서 발견된다.

## 습성
막시모비치밭쥐는 이른 아침과 해지기 전 짧은 시간 동안 가장 활동적이고 풀 또는 다른 식물을 먹기 위해 굴에서 나온다. 굴 입구에는 최대 직경 100cm과 높이 20cm의 흙더미가 쌓인다. 굴 통로는 아주 짧고, 굴 끝에 직경 약 30cm와 높이 25cm 정도의 둥지로 쓰이는 방이 있다. 나머지 옆 방은 겨울철을 위해 뿌리와 구근을 저장하기 위해 사용한다. 막시모비치밭쥐의 번식 습성은 거의 알려져 있지 않지만 7~9마리의 새끼를 밴 암컷이 보고된 적이 있다.

## 보전 상태
막시모비치밭쥐는 아주 넓게 분포한다. 분포 지역 대부분의 지역에서 흔하게 발견되고 직면하고 있는 특별한 위협이 없기 때문에 국제 자연 보전 연맹(IUCN)이 막시모비치밭쥐의 보전 등급을 "관심대상종"으로 분류하고 있다.